# 야오이웨이

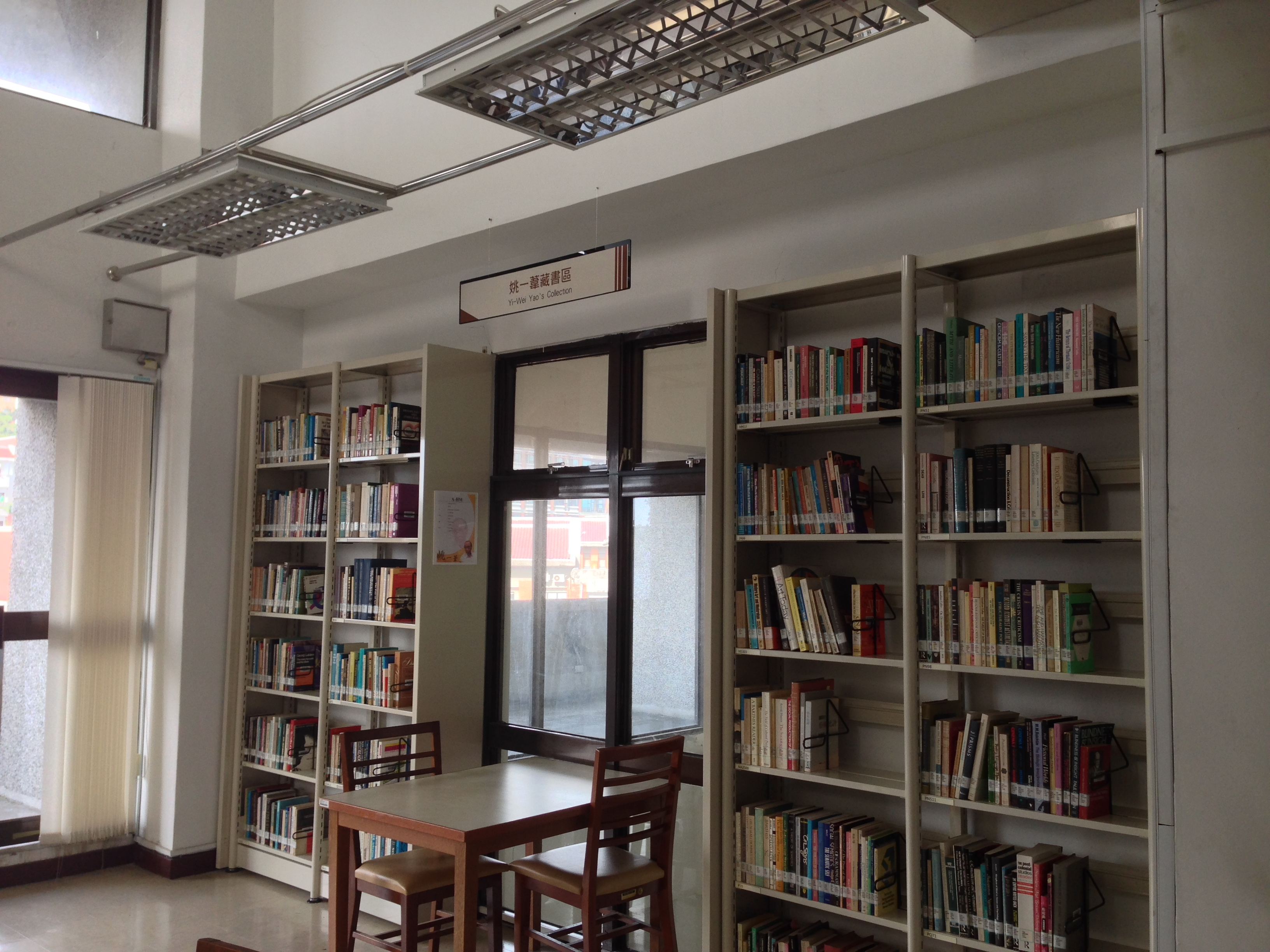
국립타이페이예술대학의 야오이웨이도서관

야오이웨이(姚一葦, 1922년 ∼ 1997년)는 극작가 겸 문예 이론가이다. 원명은 야오궁웨이(姚公偉)이며, 장시 성 난창 출신이다.
1941년 푸젠 성 샤먼대학교 전기공학과에 진학했다가 후에 금융학과로 전과해, 1946년에 졸업했다. 대학 재학 중 연극 활동에 참가했으며, 연극 관련 서적 및 서양 명극을 섭렵함으로써 연극에 대한 기초를 닦았다. 이때 미발표 첫 작품 ＜거세게 몰아치는 비바람(風雨如晦)＞을 썼다. 1946년 대학을 졸업한 야오이웨이는 타이완으로 건너가 타이완은행에서 근무했다. 1951년 8월에는 공산당과 연락을 주고받았다는 누명을 쓰고 공안 기관에 잡혀가 7개월간 구금당한다. 독학으로 서양 미학, 철학, 문학, 심리학, 언어학 등을 익혔을 뿐 아니라, 중국 전통문화 및 현대 문화에 대해서도 연구했다. 그는 이런 지식을 토대로 은행에서 근무하는 동시에 1957년부터 대학에서 연극과 예술 관련 과목을 교수했으며, 연극론, 미학론, 문학평론을 발표했다. 1964년부터 중국문화대학 겸임 교수로 재직하며 학생들을 가르친다. 1982년에 타이완은행을 조기 퇴임한 뒤 ‘국립예술대학[(國立藝術學院, 현재 국립대북예술대학교(國立臺北藝術大學)]’에 연극과를 창설했고, 학과 주임 및 교무처장을 지냈다. 인재를 배양하는 데 힘을 쏟은 덕분에 현재 타이완 연극계에서 활동하고 있는 연극인 다수가 그의 문하생이다. 1992년 퇴임한 이후에도 국립대북예술대학교에서 강의를 했으며, 1997년 심장병으로 세상을 떠났다.